# Shaker Loops
Shaker Loops est une œuvre musicale de John Adams composée à l'automne 1978 pour un septuor à cordes puis adaptée pour orchestre en 1983. Cette composition est devenue une œuvre essentielle de la musique minimaliste.

## Historique
L'origine de la pièce est un quatuor à cordes appelé  Wavemaker, qui tentait de reproduire avec une écriture instrumentale les expérimentations d'Adams avec les synthétiseurs. La pièce est un échec, mais Adams la reprend pour en faire Shaker Loops, en inventant une écriture orchestrale à base de boucles et d'ondes, proche de la musique de phase de Steve Reich ou de In C de Terry Riley. Shaker Loops a été créé le 8 décembre 1978 au Hellman Hall de San Francisco par le New Music Ensemble of the San Francisco Conservatory sous la direction de John Adams. Shaker loops a bénéficié d'une bonne exposition grâce à l'utilisation de Shaking and Trembling dans le film Barfly de Barbet Schroeder.

## Structure
1. Shaking and Trembling
2. Hymning Slews
3. Loops and Verses
4. A Final Shaking

Shaker Loops est écrit originellement pour un septuor composé de trois violons, un alto, deux violoncelles et une contrebasse. Son exécution dure 24 minutes environ.

## Réception critique
En 1979, dans l’hebdomadaire new-yorkais The Village Voice, le compositeur et critique américain Tom Johnson écrit : « Adams prend sept instruments à cordes, écrit d'assez simples textures d'accords soutenus, de trémolos et de figures répétitives, brise toutes les règles en soumettant ce matériau minimaliste à des modulations soudaines et à de violents changement de climat, sans aucune préparation. Et néanmoins, tout cela fonctionne ».

## Enregistrements
- Shaker Loops, par le San Francisco Symphony Orchestra dirigé par Edo de Waart, Philips Records, 1984, rééd. 2006.